# محطة قطار بورسعيد
محطة قطار يورسعيد أو محطة سكة حديد بورسعيد هي محطة القطار المركزية بمحافظة بورسعيد في جمهورية مصر العربية، وتعتبر أحد المحطات الرئيسية بمنطقة شرق الدلتا، أنشئ المبنى الحالي للمحطة سنة 1955 وتم افتتاحه في أوائل الستينيات، غير أن أول خط سكة حديد يربط بين بورسعيد والإسماعيلية افتتحه الخديوي عباس حلمي الثاني في 3 ديسمبر 1893، ثم تم مدّ خط سكك حديدي القاهرة الإسماعيلية -إلى مدينة بورسعيد عام 1904.
تقع المحطة في ميدان 15 مايو  في حي الشرق بمدينة بورسعيد، وتمتلكها وتشغلها سكك حديد مصر، تحتوي على ثمانية أرصفة قطارات، صالات التذاكر، ساحة انتظار السيارات الخارجية، المكاتب الإدارية، مسجد، مطعم، وتعد المحطة هي المحطة النهائية لخط سكة حديد القاهرة بورسعيد، حيث يقع داخل نطاق محافظة بورسعيد 4 محطات أخرى هي (الكاب – التنية – راس العش – الرسوة).